# Pfarrerbach (Url)
Der Pfarrerbach ist ein linker Zufluss zur Url bei St. Peter in der Au in Niederösterreich.
Er entspringt südwestlich von St. Peter beim Hochwies 550 m ü. A., passiert St. Peter im Westen und mündet nördlich von St. Peter in die Url ein. Im Oberlauf bildet er die Grenze zur benachbarten Gemeinde Weistrach und bei Sankt Peter speist er mehrere Teiche. Sein rechter Nebenfluss ist der aus Ober- und Untergassen kommende Gassenbach, der gegenüber des Ortes Wiesenbach in den Pfarrerbach einfließt.